# José Ribagorda
José Ribagorda López (Madrid, 27 de diciembre de 1961) es un periodista y presentador español.

## Biografía
Es licenciado en Ciencias de la Información, rama de Periodismo por la Facultad de Ciencias de la Información (Universidad Complutense de Madrid). También tiene estudios de Ciencias Políticas por la UNED. 
Inició su carrera profesional en la prensa escrita, en el diario Cinco Días
, donde publica sus primeros artículos. Debuta en los medios audiovisuales en 1986 en la COPE como colaborador del programa magazín Caliente y frío, donde realiza sus primeras entrevistas radiofónicas y presenta su primera sección. En ese mismo año se incorpora como redactor de Primera hora en la COPE, informativo matinal dirigido por Manuel Antonio Rico. Posteriormente, en 1987, se incorporó a la Cadena Ibérica en la cual trabajó durante dos años, como productor y redactor del programa España al mediodía presentado por Pepe Cañaveras. Trabajo que alternó con la dirección y la presentación del informativo nocturno de esta emisora Once en Punto. En este informativo informó de acontecimientos tan relevantes como la caída del Muro de Berlín en noviembre de 1989.
Su llegada a la televisión se produjo a través de la televisión japonesa NHK, en cuya delegación en Madrid trabajó durante 1990. Durante ese año se incorporó a Telecinco como redactor de informativos justo en el nacimiento de esta cadena. En esta primera etapa en Telecinco fue redactor especializado en información política (siendo corresponsal político) y posteriormente jefe del Área de Política Nacional. Desde este puesto cubrió todos los procesos electorales, así como los principales acontecimientos políticos vividos en España en la primera mitad de la década de los 90. Entre septiembre de 1994 y julio de 1995 se encarga de la edición y presentación de Las Noticias del Fin de Semana. Después, entre septiembre de 1995 y febrero de 1997, pasa a ocuparse de la última edición informativa de la cadena, Entre hoy y mañana, junto a J. J. Santos. Bajo un nuevo formato y una presentación diferente a la que se venía haciendo sitúa a este informativo como líder de la madrugada. 
El 3 de marzo de 1997 se incorpora a Televisión Española, encargándose de la edición y la presentación del Telediario 3 con J. J. Santos hasta el 4 de agosto de 2000. Entre el 9 de septiembre de 2000 y el 25 de julio de 2004 presenta las cuatro ediciones del Telediario Fin de Semana con María José Molina (9/9/00-6/7/03), Helena Resano (6/9/03-21/12/03) y Pilar García Muñiz (17/1/04-4/7/04) y Sergio Sauca en los deportes, bajo la edición de Luisa Palma y José Luis Regalado, realización de Mauricio Rico y producción de José Eduardo Pérez. En esta etapa informa en directo de eventos tan importantes como la guerra de Kosovo, los atentados del 11-S y el 11-M o las intervenciones militares estadounidenses en Afganistán (2001) e Irak (2003). Entre el 13 de septiembre de 2004 y el 28 de febrero de 2006 ocupa la subdirección de Los desayunos de TVE, programa de entrevistas y análisis político dirigido y presentado en aquel entonces por Pepa Bueno. 
El 1 de marzo de 2006 se reincorpora a Telecinco nueve años después tras finalizar su contrato con TVE, para editar y presentar Informativos Telecinco Fin de Semana desde el 4 de marzo de 2006, con Carme Chaparro y Jesús María Pascual en los deportes. Entre septiembre de 2009 y septiembre de 2010 se hizo cargo de la edición nocturna de entre semana de Informativos Telecinco con Marta Fernández y J. J. Santos -con el que se reencuentra nueve años después-, saltando Pedro Piqueras al informativo del mediodía. En septiembre de 2010 vuelve a los informativos de fin de semana que conduce hasta septiembre de 2024, con Carme Chaparro —hasta diciembre de 2016—, Ángeles Blanco —desde enero de 2017 a diciembre de 2023— y David Cantero y Leticia Iglesias —desde enero a septiembre de 2024— y Jesús María Pascual (hasta febrero de 2019), Matías Prats Chacón (desde febrero de 2019 a agosto de 2023) y Luis García (desde agosto de 2023) en los deportes. También es columnista en el diario deportivo As.
En la temporada 2012-2013 (18/11/12-3/3/13) presenta en los mediodías de fin de semana de Telecinco, el programa gastronómico Cocineros sin estrella. Un repaso a la gastronomía más tradicional de muy distintas comarcas españolas en formato documental que presenta y dirige en capítulos centrados en la figura de un cocinero. En 2012 es reconocido por la Federación Española de Hostelería por su trabajo en Mediaset promoviendo la gastronomía nacional. En octubre de 2013, en colaboración con Mediaset, pone en marcha la web De las cosas del comer donde da cuenta de todas sus actividades relacionadas con la gastronomía. Su pasión por lo culinario se ha traducido en dos libros, Cocineros sin estrella en 2012, donde traslada al papel a los personajes del programa del mismo nombre emitido por Telecinco y el último en publicarse, en mayo de 2017, De las cosas del comer, donde se dan a conocer productos, barras, restaurantes, establecimientos comerciales, enólogos y vinos no suficientemente conocidos, ni reconocidos.
Al margen de su actividad periodística, colabora con distintas universidades y participa habitualmente como moderador en mesas redondas. También como conferenciante en seminarios relacionados con la comunicación y los medios. Además, trabaja como asesor de las principales agencias de comunicación que operan en nuestro país en todo tipo de cursos de formación sobre cómo actuar ante una comparecencia ante los medios de comunicación.
El 15 de septiembre de 2024 presentó por última vez Informativos Telecinco, permaneciendo en redacción hasta el 28 de noviembre del mismo año. Tras su despedida de Informativos Telecinco, continúa ligado a Mediaset con un proyecto sobre gastronomía.

## Vida privada
Está casado con la periodista Loles Silva, hija del presentador y divulgador José Antonio Silva, con la que contrajo matrimonio en 2019 y mantiene una relación sentimental desde la década de 1990. Tienen una hija, Alexia.

## Libros publicados
- Cocineros sin estrella: Un recorrido gastronómico por los mejores restaurantes aún por descubrir. 23/10/2012. Editorial Planeta.[15] ISBN 9788408013815.[16]
- De las cosas del comer: Un viaje gastronómico extraordinario (con Nines Mínguez). 16/5/2017. Planeta Gastro. ISBN 9788408164791.[17]